# Verwaltungsgemeinschaft Schönberg
Die Verwaltungsgemeinschaft Schönberg liegt im niederbayerischen Landkreis Freyung-Grafenau und wird von folgenden Gemeinden gebildet:
1. Eppenschlag, 953 Einwohner, 17,03 km²
2. Innernzell, 1562 Einwohner, 22,12 km²
3. Schöfweg, 1320 Einwohner, 19,02 km²
4. Schönberg, Markt, 3902 Einwohner, 32,75 km²

Sitz der Verwaltungsgemeinschaft ist Schönberg. 2013 wurde die Fläche Schöfwegs um ein Teil des gemeindefreien Gebiets Sonnenwald vergrößert.